# 晋江大桥
晋江大桥位于中国福建省泉州市境内，是228国道泉州段（原210省道）及泉州沿海大通道的关键项目。大桥跨越晋江，连接北岸的丰泽区与南岸的晋江市，距离晋江入海口约3公里。大桥由中铁大桥勘测设计院有限公司设计，中铁大桥局集团有限公司和福建省第一公路工程公司承建，于2005年5月8日正式开工，2008年10月24日建成并试通车，工程概算为11亿元人民币，实际总投资约8.8亿元人民币。
晋江大桥的建成通车，进一步优化了泉州及闽南地区的交通网络，在泉州市规划的“一湾两翼三带”（“一湾”即以泉州、晋江和石狮主城区为主体的环泉州湾地区；“两翼”分别是北翼环湄洲湾南岸地区和南翼环围头湾地区；“三带”指战略提升带、战略预留带和战略辐射带）布局中，连接起惠安、泉港、晋江和石狮，方便泉州市中心向外延伸，也改善了泉州交通条件和投资环境，并且推动了整个泉州湾经济一体化的进程，加速了泉州由河口型城市向海湾型城市的转型。

## 设计
大桥由主桥、南北引桥及南北互通立交组成，全长2.74公里，按一级公路标准建设，设计速度80公里/小时。其中，主桥长365米，桥宽38米，采用“开”字形单塔双索面门式预应力混凝土斜拉桥结构，主塔高132米；北引桥长1,365米，南引桥长1,010米；大桥南、北立交均采用八条匝道互通立交，北岸东海立交匝道全长5,477米，南岸晋江江滨路立交匝道全长5,260米。匝道桥全部采用部分苜蓿叶型十半定向混凝土立交形式。

### 技术标准
- 桥梁等级：一级公路特大桥，兼顾城市桥梁功能
- 设计速度：主线大桥80公里/小时，主要行车匝道50公里/小时，次要行车匝道40公里/小时
- 车道：双向六车道，两侧预留紧急停车带
- 车辆荷载等级：公路－Ⅰ级
- 最大纵坡：主线≤3.0%，匝道≤4.5%
- 桥面横坡：双向2%
- 航道等级：按500吨级轮船自由出入，单孔双向通航
- 设计最高通航水位：海拔+5.06米（按黄海高程）
- 通航净空：净宽115米×净高17.5米
- 地震烈度：基本烈度Ⅶ度，按Ⅷ度设防
- 设计基本风速：桥址处距地面高度10米，频率1/100，基本风速41.6米/秒[2]

### 主桥
主桥跨径布置200+165米，塔、梁、墩固结体系。主梁为等高度双波浪流线型预应力混凝土箱梁，采用贝雷桁平弦挂篮整体悬臂浇筑，并在中国桥梁建设中首创鱼腹式梁体技术，可有效防御台风袭击和防止桥梁产生涡流共振；主梁采用C50混凝土，顶板宽38米，双箱单室截面，两分离式单箱中心距22.2米，单箱中心线处梁高3.158米，至桥梁对称中心线处梁高3.38米。首次在中国桥梁上大面积采用四芯隔震支座，可提高抗震能力2倍以上，能抵御8级地震的袭击。主桥预应力结构采用高强度930兆帕精轧螺纹钢，为中国国内第一次在桥梁施工中使用。
斜拉索采用热镀锌∅7高强平行钢丝束，索面呈扇形布置，两索面横桥向间距34米。塔上索距2米，主梁上索距7米，边跨压重段加密至3米，全桥共布置52对104根斜拉索，由9种规格组成。斜拉索护套为双层，内层为黑色高密度聚乙烯，外层为彩色高密度聚乙烯。
主塔设计结合泉州“开放、交流”的城市理念，并参照泉州民居建筑特色，整体造型采用“开”字型设计，为C50钢筋混凝土结构。由于大桥位于泉州晋江国际机场起飞爬升面内，根据飞机起降安全要求，主塔高度必须控制在高程+135米以内。因此，建成后大桥塔底高程+2.0米，塔顶高程+134.125米，主塔自承台以上塔高132.125米，桥面以上塔高106.327米，整个主塔由下塔柱、中塔柱、拉索锚固区、下横梁、中横梁、上横梁组成。两塔柱横桥向内净距33米，中横梁顶面高程+106米，距桥面高度78.202米；下横梁则与主梁0号节段成整体。为提高结构抗风性能，塔柱采用变异矩形截面，将塔柱横桥向迎风面设置成曲面。下横梁为预应力混凝土结构，单箱单室截面，截面高6米，宽6.8米，标准截面顶、底板厚1米，腹板厚0.8米。中横梁为单箱单室结构，标准截面高3米，宽4.8米，壁厚0.8米。主塔墩采用两分离式基础，单个基础布置9根直径2.2米钻孔灌注桩，水下C35混凝土，桩长25米，桩底嵌入微风化岩深度不少于5.5米，桩基最深达61米。承台顶高程+2米，单个承台尺寸为13×13×5米，四周设半径2米的圆角。

### 引桥
引桥为预应力混凝土连续箱梁，钻孔桩基础。

## 建设历程
- 2004年10月9日－10日，福建省交通运输厅在泉州主持召开了晋江大桥初步设计专业审查会议[7]；10月29日，大桥工程开始施工招标[5]。
- 2005年5月8日，大桥正式开工建设；7月28日，大桥开始水上施工；9月19日，大桥第一桩封孔；11月20日，大桥主塔墩第18号钻孔桩成功灌注。
- 2006年11月12日，大桥首段主梁浇筑成功，大桥转为桥面施工。
- 2007年3月27日，大桥主塔浇筑突破百米；7月31日，大桥主塔成功封顶；8月25日，大桥东海立交工程6座匝道桥主体工程全部竣工。
- 2008年2月5日，晋江大桥主塔建成[8]；4月16日，大桥打下最后一个桥墩；4月30日下午5时，大桥全线实现合龙，宣告大桥主体工程全部竣工；10月15日，大桥基本完工[9]；10月24日，晋江大桥通过交工验收并建成试通车[10]。

## 桥梁维护
2013年，大桥车流量已增至6万辆/日，加上台风侵袭等多种因素的影响，出于保证桥梁安全的考虑，泉州市公路局于10月26日对晋江大桥进行了通车以后的第一次全面检测，主要分为四部分内容：一是主桥含墩、塔、梁、索等外观检查；二是主桥静载试验；三是主桥动载试验；四是斜拉索索力检测。检测当天对大桥实行了全封闭交通管制，禁止所有车辆和行人通行。